# DHB-Pokal 2008/09
Die Handballspiele um den DHB-Pokal 2008/09 der Männer fanden zwischen August 2008 und Mai 2009 statt. Die Endrunde, das Final Four, wurde am 9. und 10. Mai 2009 in der Color Line Arena in Hamburg ausgespielt. Der THW Kiel, der in der vorherigen Saison seinen 5. Titel gewonnen hatte, war Titelverteidiger. DHB-Pokalsieger 2009 wurde der THW Kiel mit einem 30:24-Sieg gegen den VfL Gummersbach.
Als Spieltermine wurden für die 1. Runde der 30. und 31. August 2008, für die 2. Runde der 24. September 2008 und für die 3. Runde der 22. Oktober 2008 festgelegt. Das Achtelfinale fand am 17. Dezember 2008, das Viertelfinale am 11. März 2009 und das Final Four am 9./10. Mai 2009 statt.
In der 1. Pokalmeisterschaftsrunde wurden die Vereine nach geographischen Gesichtspunkten in zwei Gruppen eingeteilt.

In den Runden bis zum Viertelfinale hatten immer Spielklassentiefere das Heimrecht gegenüber Spielklassehöheren.

## Hauptrunden

### 1. Runde
Die Auslosung der 1. Runde fand am 21. Juni 2008 statt.

In der 1. Runde nahmen keine Mannschaften aus der 1. Bundesliga teil.

#### Nord
Die Spiele der 1. Runde Nord fanden vom 28. bis 31. August 2008 statt. Der Gewinner jeder Partie zog in die 2. Runde des DHB-Pokals 2009 ein.
| Heimmannschaft              | Endergebnis       | Gastmannschaft        | Datum & Zeit            |
| --------------------------- | ----------------- | --------------------- | ----------------------- |
| VfL Bad Schwartau           | 24 : 28 (12 : 15) | SG Achim/Baden        | 28.08.08, Do. 20:00 Uhr |
| HSG Nordhorn II             | 30 : 28 (16 : 16) | TuS Spenge            | 29.08.08, Fr. 20:00 Uhr |
| TuS GW Himmelsthür          | 16 : 46 (07 : 24) | Ahlener SG            | 30.08.08, Sa. 16:45 Uhr |
| HSG SZOWW                   | 15 : 37 (08 : 18) | TSV Altenholz         | 30.08.08, Sa. 17:00 Uhr |
| Dessau-Roßlauer HV II       | 30 : 47 (13 : 24) | DHK Flensborg         | 30.08.08, Sa. 17:00 Uhr |
| TSV Bremervörde             | 39 : 29 (16 : 14) | VfL Fredenbeck        | 30.08.08, Sa. 18:00 Uhr |
| HSG Augustdorf/Hövelhof     | 20 : 32 (09 : 11) | Dessau-Roßlauer HV    | 30.08.08, Sa. 18:00 Uhr |
| SG Wift Neumünster          | 25 : 26 (12 : 15) | HSG Handball Lemgo II | 30.08.08, Sa. 18:00 Uhr |
| MTV Vorsfelde               | 33 : 36 (12 : 15) | HSG Hohn/Elsdorf      | 30.08.08, Sa. 18:30 Uhr |
| TuS 97 Bielefeld-Jöllenbeck | 41 : 24 (20 : 11) | TSV Ellerbek          | 30.08.08, Sa. 18:30 Uhr |
| ATSV Habenhausen            | 30 : 37 (16 : 17) | SV Anhalt Bernburg    | 30.08.08, Sa. 18:30 Uhr |
| TV Aldekerk                 | 30 : 38 (13 : 15) | HC Einheit 05 Halle   | 30.08.08, Sa. 19:00 Uhr |
| ASV Hamm                    | 39 : 26 (19 : 11) | HC Empor Rostock      | 30.08.08, Sa. 19:15 Uhr |
| OHV Aurich                  | 24 : 31 (11 : 16) | TSV Hannover-Burgdorf | 30.08.08, Sa. 19:30 Uhr |
| HSG Varel                   | 20 : 29 (09 : 14) | TuS N-Lübbecke        | 30.08.08, Sa. 19:30 Uhr |
| HSV Naumburg-Stößen         | 34 : 51 (11 : 22) | HSV Hannover          | 31.08.08, So. 15:00 Uhr |
| TSV Altenholz II            | 25 : 29 (10 : 14) | HSG Tarp-Wanderup     | 31.08.08, So. 16:00 Uhr |
| HC Neuruppin                | 22 : 23 (13 : 09) | LHC Cottbus           | 31.08.08, So. 17:00 Uhr |
| Eintracht Hildesheim        | 35 : 31 (19 : 18) | Wilhelmshavener HV    | 31.08.08, So. 17:00 Uhr |
| TV Jahn Duderstadt          | 27 : 34 (14 : 18) | SC Magdeburg II       | 31.08.08, So. 17:00 Uhr |

- Der TV Emsdetten, SV Post Schwerin und Oranienburger HC waren eine Runde weiter durch ein Freilos.

#### Süd
Die Spiele der 1. Runde Süd fanden vom 29. bis 31. August 2008 statt. Der Gewinner jeder Partie zog in die 2. Runde des DHB-Pokals 2009 ein.
| Heimmannschaft         | Endergebnis       | Gastmannschaft              | Datum & Zeit            |
| ---------------------- | ----------------- | --------------------------- | ----------------------- |
| TV Korschenbroich      | 34 : 31 (19 : 17) | EHV Aue                     | 29.08.08, Fr. 19:30 Uhr |
| Leichlinger TV         | 42 : 44 (19 : 18) | HSG Gensungen-Felsberg      | 30.08.08, Sa. 15:00 Uhr |
| HSC 2000 Coburg        | 28 : 29 (13 : 14) | HSG Düsseldorf              | 30.08.08, Sa. 16:00 Uhr |
| HaSpo Bayreuth         | 22 : 41 (10 : 19) | Bergischer Handball-Club 06 | 30.08.08, Sa. 17:00 Uhr |
| TSG Münster            | 48 : 18 (27 : 08) | DJK BTB Aachen              | 30.08.08, Sa. 17:00 Uhr |
| HG LTG/HTV Remscheid   | 23 : 30 (14 : 17) | TSV Neuhausen/Filder        | 30.08.08, Sa. 17:15 Uhr |
| TuS Ferndorf           | 42 : 36 (20 : 17) | HSV Bad Blankenburg         | 30.08.08, Sa. 19:30 Uhr |
| TV Bittenfeld          | 27 : 29 (14 : 14) | ThSV Eisenach               | 30.08.08, Sa. 19:30 Uhr |
| SG Bruchköbel          | 23 : 41 (11 : 20) | HG Oftersheim/Schwetzingen  | 30.08.08, Sa. 19:30 Uhr |
| TV Nieder-Olm          | 26 : 31 (12 : 17) | TV Neuhausen                | 30.08.08, Sa. 19:30 Uhr |
| HSG Kleenheim          | 22 : 25 (11 : 15) | SG Bietigheim-Metterzimmern | 30.08.08, Sa. 19:45 Uhr |
| SC DHfK Leipzig        | 16 : 30 (10 : 18) | TSB Heilbronn-Horkheim      | 30.08.08, Sa. 20:00 Uhr |
| SG Köndringen/Teningen | 34 : 32 (15 : 15) | HC Erlangen                 | 30.08.08, Sa. 20:00 Uhr |
| GSV Eintracht Baunatal | 24 : 40 (11 : 18) | TuS Niederwermelskirchen    | 30.08.08, Sa. 20:00 Uhr |
| OSC 04 Rheinhausen     | 32 : 37 (13 : 19) | HR Ortenau                  | 31.08.08, So. 16:00 Uhr |
| UVS Rheintal           | 29 : 32 (13 : 15) | HG Saarlouis                | 31.08.08, So. 17:00 Uhr |
| TSG Groß-Bieberau      | 21 : 20 (09 : 11) | SG Wallau                   | 31.08.08, So. 17:00 Uhr |
| HVH Kamenz             | 23 : 39 (10 : 20) | TUSPO Obernburg             | 31.08.08, So. 17:00 Uhr |
| TV 1886 Offenbach      | 26 : 23 (11 : 11) | TV Hemsbach                 | 31.08.08, So. 17:00 Uhr |
| SG Wallau II           | 21 : 35 (08 : 15) | 1. SV Concordia Delitzsch   | 31.08.08, So. 17:00 Uhr |

- Die SG Kronau-Östringen II, TSG Friesenheim und TV 05/07 Hüttenberg waren eine Runde weiter durch ein Freilos.

### 2. Runde
Die Auslosung der 2. Runde fand am 1. September 2008 um 14:00 Uhr statt.

Die Ligen der Teams entsprachen der Saison 2008/09.

Für die 2. Runde waren folgende Mannschaften qualifiziert:
| Bundesliga | 2. Bundesliga | Regionalliga | Oberliga |
| - THW Kiel - SG Flensburg-Handewitt - HSV Hamburg - Rhein-Neckar Löwen - HSG Nordhorn-Lingen - VfL Gummersbach - TBV Lemgo - SC Magdeburg - Frisch Auf Göppingen - MT Melsungen - TV Großwallstadt - Füchse Berlin - HBW Balingen-Weilstetten - HSG Wetzlar - GWD Minden - TUSEM Essen - Stralsunder HV - TSV Dormagen | Nord - TuS Nettelstedt-Lübbecke - TSV Hannover-Burgdorf - ASV Hamm - Ahlener SG - TV Emsdetten - Eintracht Hildesheim - SV Post Schwerin - SC Magdeburg II - Dessau-Roßlauer HV - HSV Hannover - TSV Altenholz - SV Anhalt Bernburg - TSV Bremervörde Süd - HSG Düsseldorf - TSG Friesenheim - Bergischer Handball-Club 06 - SG Bietigheim-Metterzimmern - ThSV Eisenach - TSG Münster - TV 05/07 Hüttenberg - TSG Groß-Bieberau - HR Ortenau - 1. SV Concordia Delitzsch - TUSPO Obernburg - HG Oftersheim/Schwetzingen | NHV - HC Einheit Halle NOHV - HSG Tarp-Wanderup - Oranienburger HC - DHK Flensborg - LHC Cottbus SWHV - HG Saarlouis - HSG Gensungen-Felsberg WHV - TV Korschenbroich - TuS Ferndorf - Niederwermelskirchen - HSG Handball Lemgo II SHV - TSV Neuhausen - SG Köndringen/Teningen - TSB Heilbronn-Horkheim - SG Kronau-Östringen II | Westfalen - TuS 97 Bielefeld-Jöllenbeck Niedersachsen - SG Achim/Baden - HSG Nordhorn II Rheinland-Pfalz/Saar - TV 1886 Offenbach Baden-Württemberg - TV 1893 Neuhausen Schleswig-Holstein - HSG Hohn/Elsdorf |

Die Spiele der 2. Runde fanden am 23./24. September 2008 statt. Der Gewinner jeder Partie zog in die 3. Runde des DHB-Pokals 2009 ein.
| Heimmannschaft              | Endergebnis       | Gastmannschaft              | Datum & Zeit            |
| --------------------------- | ----------------- | --------------------------- | ----------------------- |
| TuS Niederwermelskirchen    | 27 : 34 (14 : 14) | SG Bietigheim-Metterzimmern | 23.09.08, Di. 19:00 Uhr |
| SV Post Schwerin            | 22 : 30 (08 : 15) | Füchse Berlin               | 23.09.08, Di. 19:00 Uhr |
| TV Korschenbroich           | 27 : 42 (16 : 18) | TUSEM Essen                 | 23.09.08, Di. 19:30 Uhr |
| TUSPO Obernburg             | 28 : 33 (13 : 19) | ThSV Eisenach               | 23.09.08, Di. 20:00 Uhr |
| HSG Handball Lemgo II       | 34 : 30 (20 : 18) | DHK Flensborg               | 23.09.08, Di. 20:00 Uhr |
| Rhein-Neckar Löwen          | 33 : 24 (16 : 09) | HBW Balingen-Weilstetten    | 23.09.08, Di. 20:15 Uhr |
| TuS N-Lübbecke              | 40 : 39 (16 : 16) | TBV Lemgo                   | 23.09.08, Di. 20:15 Uhr |
| Ahlener SG                  | 26 : 37 (14 : 21) | THW Kiel                    | 24.09.08, Mi. 19:00 Uhr |
| ASV Hamm                    | 25 : 20 (12 : 07) | SV Anhalt Bernburg          | 24.09.08, Mi. 19:30 Uhr |
| TSG Groß-Bieberau           | 27 : 29 (16 : 14) | 1. SV Concordia Delitzsch   | 24.09.08, Mi. 19:30 Uhr |
| SC Magdeburg II             | 28 : 40 (15 : 20) | HSV Hamburg                 | 24.09.08, Mi. 19:30 Uhr |
| TSV Hannover-Burgdorf       | 23 : 19 (10 : 10) | HSV Hannover                | 24.09.08, Mi. 19:30 Uhr |
| HSG Nordhorn II             | 18 : 25 (09 : 16) | Dessau-Roßlauer HV          | 24.09.08, Mi. 19:30 Uhr |
| Oranienburger HC            | 24 : 27 (12 : 17) | TSV Altenholz               | 24.09.08, Mi. 19:30 Uhr |
| TV Emsdetten                | 29 : 30 (13 : 14) | Stralsunder HV              | 24.09.08, Mi. 19:30 Uhr |
| TV 05/07 Hüttenberg         | 25 : 32 (12 : 18) | Frisch Auf Göppingen        | 24.09.08, Mi. 20:00 Uhr |
| HG Saarlouis                | 36 : 30 (16 : 16) | HR Ortenau                  | 24.09.08, Mi. 20:00 Uhr |
| TV 1886 Offenbach           | 23 : 50 (12 : 23) | HSG Wetzlar                 | 24.09.08, Mi. 20:00 Uhr |
| SG Köndringen/Teningen      | 25 : 42 (11 : 21) | VfL Gummersbach             | 24.09.08, Mi. 20:00 Uhr |
| TSV Neuhausen/Filder        | 38 : 42 (18 : 21) | MT Melsungen                | 24.09.08, Mi. 20:00 Uhr |
| TV Neuhausen                | 32 : 35 (17 : 16) | TSG Friesenheim             | 24.09.08, Mi. 20:00 Uhr |
| HG Oftersheim/Schwetzingen  | 32 : 29 (13 : 17) | TSG Münster                 | 24.09.08, Mi. 20:00 Uhr |
| SG Kronau-Östringen II      | 22 : 28 (12 : 11) | TSV Dormagen                | 24.09.08, Mi. 20:00 Uhr |
| Bergischer Handball-Club 06 | 23 : 30 (11 : 12) | TV Großwallstadt            | 24.09.08, Mi. 20:00 Uhr |
| TSV Bremervörde             | 19 : 28 (10 : 15) | GWD Minden                  | 24.09.08, Mi. 20:00 Uhr |
| TSB Heilbronn-Horkheim      | 33 : 37 (15 : 19) | HSG Gensungen-Felsberg      | 24.09.08, Mi. 20:00 Uhr |
| TuS Ferndorf                | 35 : 43 (15 : 20) | HSG Düsseldorf              | 24.09.08, Mi. 20:00 Uhr |
| HSG Tarp-Wanderup           | 39 : 28 (19 : 12) | LHC Cottbus                 | 24.09.08, Mi. 20:00 Uhr |
| SG Achim/Baden              | 22 : 32 (12 : 15) | SC Magdeburg                | 24.09.08, Mi. 20:00 Uhr |
| HC Einheit 05 Halle         | 16 : 41 (08 : 22) | HSG Nordhorn                | 24.09.08, Mi. 20:00 Uhr |
| Eintracht Hildesheim        | 30 : 35 (15 : 18) | SG Flensburg-Handewitt      | 24.09.08, Mi. 20:15 Uhr |
| TuS 97 Bielefeld-Jöllenbeck | 48 : 36 (21 : 16) | HSG Hohn/Elsdorf            | 24.09.08, Mi. 20:15 Uhr |

### 3. Runde
Die Auslosung der 3. Runde fand am 27. September 2008 um 14:00 Uhr in Köln in der Lanxess-Arena im Rahmen des Bundesligaspiels VfL Gummersbach - THW Kiel statt.

Die Ligen der Teams entsprachen der Saison 2008/09.

Für die 3. Runde waren folgende Mannschaften qualifiziert:
| Bundesliga | 2. Bundesliga | Regionalliga                                                                                      | Oberliga                                |
| - THW Kiel - SG Flensburg-Handewitt - HSV Hamburg - Rhein-Neckar Löwen - HSG Nordhorn-Lingen - VfL Gummersbach - SC Magdeburg - Frisch Auf Göppingen - MT Melsungen - TV Großwallstadt - Füchse Berlin - HSG Wetzlar - GWD Minden - TUSEM Essen - Stralsunder HV - TSV Dormagen | Nord - TuS Nettelstedt-Lübbecke - TSV Hannover-Burgdorf - ASV Hamm - Dessau-Roßlauer HV - TSV Altenholz Süd - HSG Düsseldorf - TSG Friesenheim - SG Bietigheim-Metterzimmern - ThSV Eisenach - 1. SV Concordia Delitzsch - HG Oftersheim/Schwetzingen | NOHV - HSG Tarp-Wanderup SWHV - HG Saarlouis - HSG Gensungen-Felsberg WHV - HSG Handball Lemgo II | Westfalen - TuS 97 Bielefeld-Jöllenbeck |

Die Spiele der 3. Runde fanden am 19./21./22. Oktober 2008 statt. Der Gewinner jeder Partie zog in das Achtelfinale des DHB-Pokals 2009 ein.
| Heimmannschaft              | Endergebnis       | Gastmannschaft            | Datum & Zeit            |
| --------------------------- | ----------------- | ------------------------- | ----------------------- |
| SG Bietigheim-Metterzimmern | 34 : 36 (17 : 18) | 1. SV Concordia Delitzsch | 19.10.08, So. 11:00 Uhr |
| Füchse Berlin               | 26 : 35 (10 : 20) | SG Flensburg-Handewitt    | 21.10.08, Di. 19:00 Uhr |
| HG Oftersheim/Schwetzingen  | 26 : 35 (12 : 19) | Frisch Auf Göppingen      | 21.10.08, Di. 20:00 Uhr |
| TV Großwallstadt            | 27 : 36 (14 : 22) | HSV Hamburg               | 21.10.08, Di. 20:15 Uhr |
| Rhein-Neckar Löwen          | 32 : 30 (17 : 16) | MT Melsungen              | 22.10.08, Mi. 19:00 Uhr |
| ThSV Eisenach               | 34 : 33 (19 : 19) | HSG Gensungen-Felsberg    | 22.10.08, Mi. 19:00 Uhr |
| ASV Hamm                    | 37 : 32 (21 : 17) | SC Magdeburg              | 22.10.08, Mi. 19:30 Uhr |
| TuS N-Lübbecke              | 28 : 26 (13 : 09) | TSV Hannover-Burgdorf     | 22.10.08, Mi. 19:30 Uhr |
| THW Kiel                    | 38 : 25 (15 : 10) | Stralsunder HV            | 22.10.08, Mi. 19:30 Uhr |
| HSG Handball Lemgo II       | 34 : 25 (17 : 14) | TSV Altenholz             | 22.10.08, Mi. 19:30 Uhr |
| Dessau-Roßlauer HV          | 32 : 28 (13 : 13) | TSG Friesenheim           | 22.10.08, Mi. 19:30 Uhr |
| TuS 97 Bielefeld-Jöllenbeck | 21 : 34 (10 : 15) | VfL Gummersbach           | 22.10.08, Mi. 19:30 Uhr |
| TUSEM Essen                 | 20 : 32 (06 : 17) | HSG Wetzlar               | 22.10.08, Mi. 19:30 Uhr |
| HG Saarlouis                | 30 : 36 (15 : 19) | HSG Düsseldorf            | 22.10.08, Mi. 20:00 Uhr |
| HSG Tarp-Wanderup           | 25 : 37 (10 : 20) | GWD Minden                | 22.10.08, Mi. 20:00 Uhr |
| HSG Nordhorn-Lingen         | 26 : 18 (14 : 09) | TSV Dormagen              | 22.10.08, Mi. 20:15 Uhr |

### Achtelfinale
Die Auslosung des Achtelfinales fand am 25. Oktober 2008 um 14:00 Uhr statt.

Die Ligen der Teams entsprachen der Saison 2008/09.

Für das Achtelfinale waren folgende Mannschaften qualifiziert:
| Bundesliga | 2. Bundesliga | Regionalliga                |
| - THW Kiel - SG Flensburg-Handewitt - HSV Hamburg - Rhein-Neckar Löwen - HSG Nordhorn-Lingen - VfL Gummersbach - Frisch Auf Göppingen - HSG Wetzlar - GWD Minden | Nord - TuS Nettelstedt-Lübbecke - ASV Hamm - Dessau-Roßlauer HV Süd - HSG Düsseldorf - ThSV Eisenach - 1. SV Concordia Delitzsch | WHV - HSG Handball Lemgo II |

Die Spiele des Achtelfinals fanden am 16./17. Dezember 2008 statt. Der Gewinner jeder Partie zog in das Viertelfinale des DHB-Pokals 2009 ein.
| Heimmannschaft            | Endergebnis       | Gastmannschaft       | Datum & Zeit            |
| ------------------------- | ----------------- | -------------------- | ----------------------- |
| SG Flensburg-Handewitt    | 26 : 27 (16 : 13) | Rhein-Neckar Löwen   | 16.12.08, Di. 20:15 Uhr |
| 1. SV Concordia Delitzsch | 25 : 38 (14 : 17) | HSG Nordhorn-Lingen  | 17.12.08, Mi. 19:00 Uhr |
| HSV Hamburg               | 41 : 25 (20 : 11) | ASV Hamm             | 17.12.08, Mi. 19:00 Uhr |
| HSG Wetzlar               | 36 : 24 (15 : 08) | Dessau-Roßlauer HV   | 17.12.08, Mi. 19:00 Uhr |
| TuS N-Lübbecke            | 18 : 27 (10 : 11) | VfL Gummersbach      | 17.12.08, Mi. 19:30 Uhr |
| GWD Minden                | 33 : 27 (16 : 14) | ThSV Eisenach        | 17.12.08, Mi. 19:30 Uhr |
| HSG Handball Lemgo II     | 25 : 30 (15 : 13) | HSG Düsseldorf       | 17.12.08, Mi. 20:00 Uhr |
| THW Kiel                  | 35 : 23 (22 : 09) | Frisch Auf Göppingen | 17.12.08, Mi. 20:15 Uhr |

### Viertelfinale
Die Auslosung des Viertelfinales fand am 20. Dezember 2008 um 14:00 Uhr statt.

Die Ligen der Teams entsprachen der Saison 2008/09.

Für das Viertelfinale sind folgende Mannschaften qualifiziert:
| Bundesliga | 2. Bundesliga        |
| - THW Kiel - HSV Hamburg - Rhein-Neckar Löwen - HSG Nordhorn-Lingen - VfL Gummersbach - HSG Wetzlar - GWD Minden | Süd - HSG Düsseldorf |

Die Spiele des Viertelfinals fanden am 11. März 2009 statt. Der Gewinner jeder Partie zog in das Halbfinale des DHB-Pokals 2009 ein.
| Heimmannschaft     | Endergebnis       | Gastmannschaft      | Datum & Zeit            |
| ------------------ | ----------------- | ------------------- | ----------------------- |
| Rhein-Neckar Löwen | 40 : 32 (20 : 13) | HSG Düsseldorf      | 11.03.09, Mi. 19:30 Uhr |
| VfL Gummersbach    | 25 : 24 (13 : 11) | HSG Nordhorn-Lingen | 11.03.09, Mi. 19:30 Uhr |
| GWD Minden         | 18 : 24 (10 : 14) | HSV Hamburg         | 11.03.09, Mi. 20:15 Uhr |
| HSG Wetzlar        | 23 : 31 (10 : 18) | THW Kiel            | 11.03.09, Mi. 20:15 Uhr |

## Final Four

### Halbfinale
Die Auslosung des Halbfinales fand am 12. März 2009 um 11:00 Uhr statt.

Für das Halbfinale waren folgende Mannschaften qualifiziert:
| Bundesliga                                                      |
| - THW Kiel - HSV Hamburg - Rhein-Neckar Löwen - VfL Gummersbach |

Die Spiele des Halbfinales fanden am 9. Mai 2009 statt. Der Gewinner jeder Partie zog in das Finale des DHB-Pokals 2009 ein.
| Heimmannschaft | Endergebnis       | Gastmannschaft     | Datum & Zeit            |
| -------------- | ----------------- | ------------------ | ----------------------- |
| HSV Hamburg    | 27 : 35 (17 : 13) | VfL Gummersbach    | 09.05.09, Sa. 13:15 Uhr |
| THW Kiel       | 36 : 35 (21 : 18) | Rhein-Neckar Löwen | 09.05.09, Sa. 15:00 Uhr |

1. Halbfinale

9. Mai 2009 in Hamburg, Color Line Arena, 13.000 Zuschauer
HSV Hamburg: Bitter, Sandström – Lindberg (7/3), K. Lijewski   (6), Jansen (3), B. Gille   (3), Hens (3), M. Lijewski  (2), Lacković (1), Grimm (1), G. Gille   (1), Schröder , Flohr, Velyky
VfL Gummersbach: Fazekas, Stojanović – Zrnić (10/4), Pfahl (6), Ilić   (5), Gunnarsson (5), Szilágyi (4), Wagner (3), Krantz  (1), Vuković  (1), Lützelberger, Alvanos , Rahmel, Tuzolana
Schiedsrichter: Michael Buss & Rainer Block
2. Halbfinale

9. Mai 2009 in Hamburg, Color Line Arena, 13.000 Zuschauer
THW Kiel: Omeyer, Martini – Kavtičnik  (10/3), Zeitz (9), Jicha   (7/1), Karabatić (5), Ahlm    (4), Klein (1), Lund , Andersson, Lundström, Anic, Lövgren
Rhein-Neckar Löwen: Szmal, Fritz – Jurasik (8), Sigurðsson  (7/4), Gensheimer  (6), Schwarzer (6), Bielecki   (4), Groetzki (2), Filip (1), Richardson (1), Haller, Roggisch     , Klimovets, Fäth
Schiedsrichter: Heiko Hemmerich & Björn Lohmann

### Finale
Das Finale fand am 10. Mai 2009 statt. Der Gewinner der Partie war Sieger des DHB-Pokals 2009.
| Heimmannschaft | Endergebnis       | Gastmannschaft  | Datum & Zeit            |
| -------------- | ----------------- | --------------- | ----------------------- |
| THW Kiel       | 30 : 24 (15 : 12) | VfL Gummersbach | 10.05.09, So. 15:00 Uhr |

10. Mai 2009 in Hamburg, Color Line Arena, 13.000 Zuschauer
THW Kiel: Omeyer, Martini – Kavtičnik (6/4), Jicha  (5), Karabatić  (4), Andersson  (3), Lundström (3), Lövgren (3/1), Anic  (2), Zeitz (2), Ahlm   (1), Klein  (1), Lund 
VfL Gummersbach: Fazekas, Stojanović – Ilić   (6/3), Zrnić (5/1), Szilágyi (3), Wagner  (2), Gunnarsson  (2), Pfahl (2), Krantz   (1), Vuković (1), Alvanos  (1), Tuzolana (1), Lützelberger, Rahmel 
Schiedsrichter: Jürgen Lammering & Ferdinand Lammering